# 一ノ瀬祥一
一ノ瀬 祥一（いちのせ しょういち）は、日本の物理学者（数理物理学・ソフトマター物理学・宇宙論）。学位は理学博士（筑波大学・1981年）。
京都大学数理解析研究所研修員、静岡県立大学国際関係学部助手、静岡県立大学食品栄養科学部助教授、静岡県立大学食品栄養科学部准教授などを歴任した。

## 概要
日本の理論物理学者である。数理物理学、ソフトマター物理学、宇宙論を専攻する。埼玉大学理工学部を卒業し、筑波大学大学院物理学研究科を修了した。京都大学数理解析研究所研修員を経て、静岡県立大学の国際関係学部助手、食品栄養科学部助手、食品栄養科学部助教授、食品栄養科学部准教授などを歴任した。表實と共同執筆した「Renormalization using the background-field method」や、ゲイリー・ギボンズと共同執筆した「The finiteness requirement for six-dimensional Euclidean-Einstein gravity」などで知られている。

## 来歴

### 生い立ち
埼玉大学理工学部（現：理学部）物理学科に進学。1976年3月、埼玉大学を卒業した。大学卒業後は、筑波大学大学院物理学研究科に進学。1981年3月、筑波大学の大学院を修了した。それに伴い、理学博士の学位を取得した。

### 研究者として
1984年4月より、京都大学数理解析研究所研修員を務めることになった。1987年4月、静岡薬科大学、静岡女子大学、静岡女子短期大学の統合・再編により発足した静岡県立大学に転じ、国際関係学部の助手を務めることになった。1996年4月、静岡県立大学の食品栄養科学部に異動し、引き続き助手を務めた。2005年4月、静岡県立大学の食品栄養科学部にて助教授に昇任した。学校教育法の改正に伴い、2007年4月、静岡県立大学の食品栄養科学部にて准教授に就任した。2019年3月31日、静岡県立大学の准教授を退任した。

## 研究
専門は物理学であり、数理物理学、ソフトマター物理学、宇宙論といった分野の研究に取り組んでいる。特にソフトマター物理学の視点から、食品における粘弾性の解析に従事している。たとえば、トマトケチャップなど散逸系物質の移動現象を説明する際に、アインシュタイン理論の時空の幾何学を用いたアプローチを試みた。また、非平衡統計系の数理モデルとコンピュータシミュレーションについての研究や、宇宙の暗黒物質とダークエネルギーについての研究も行っている。
静岡県立大学においては、食品物理学研究室を主宰した。食品物理学という学問については「はっきりとした定義はまだ定着しておらず、研究者により考え方、内容が異なる。物理学を以て食品を研究する学問というのが一応の定義である。似通った分野として食品工学、食品物性学などがある。前者は技術的な側面にウエイトが置かれ、後者は物理学の一分野である物性物理学を食品にあてはめたものである。これらに比べると、食品物理学は幅が広い」と位置付けており、研究室発足に際して「この分野の草分けを目指して教育研究を進めたい」との決意を述べている。具体的には、粘性弾性の測定や構造解析などを通して、食品の力学物性について調査している。食感等については官能検査で測定するのが通例であるが、力学物性の観点での調査の場合は定量的な測定方法を採ることになる。また、食品の相転移現象などを通して、食品の熱物性についても調査している。
研究実績は学術誌などで発表しており、特に物理学者の表實と共同執筆し『Nuclear Physics B』で発表した「Renormalization using the background-field method」や、物理学者のゲイリー・ギボンズと共同執筆し『Classical and Quantum Gravity』で発表した「The finiteness requirement for six-dimensional Euclidean-Einstein gravity」、および、単独執筆し『Physics Letters B』で発表した「Effective potential in Kaluza-Klein theories」などが知られている。

## 人物
趣味としてピアノの演奏、ジョギング、および、旅行を挙げている。

## 略歴
- 1976年 - 埼玉大学理工学部卒業
- 1981年 - 筑波大学大学院物理学研究科修了
- 1984年 - 京都大学数理解析研究所研修員
- 1987年 - 静岡県立大学国際関係学部助手
- 1996年 - 静岡県立大学食品栄養科学部助手
- 2005年 - 静岡県立大学食品栄養科学部助教授
- 2007年 - 静岡県立大学食品栄養科学部准教授

## 著作

### 主要な論文
- Shoichi Ichinose and Minoru Omote, "Renormalization using the background-field method", Nuclear Physics B, Vol.203, Iss.2, Elsevier, August 16, 1982, pp.221-267. ISSN 0375-9474
- Shoichi Ichinose, "Effective potential in Kaluza-Klein theories", Physics Letters B, Vol.152, Iss.1-2, Elsevier, February 28, 1985, pp.56-58. ISSN 0375-9601
- Shoichi Ichinose, "Thermodynamic Properties, Phases and Classical Vacua of Two-Dimensional R2 Gravity", International Journal of Modern Physics A, Vol.11, Iss.19, World Scientific, July 30, 1996, pp.3479-3508. ISSN 0217-751X
- Gary William Gibbons and Shoichi Ichinose, "The finiteness requirement for six-dimensional Euclidean-Einstein gravity", Classical and Quantum Gravity, Vol.17, No.10, IOP Publishing, February 8, 2000, pp.2129. ISSN 0264-9381

## 関連人物
- 本同宏成